# Martin Chemnitz (1561-1627)

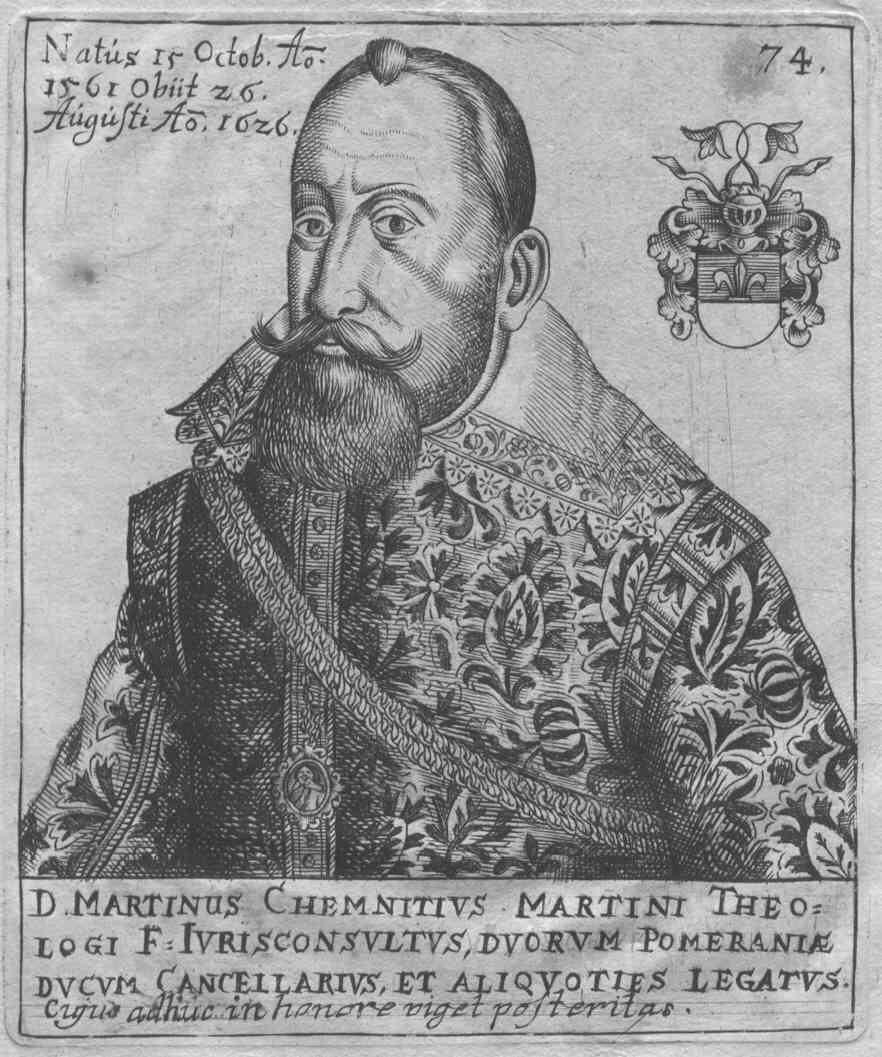
Martin Chemnitz, incisione del XVI secolo

Martin Chemnitz (Braunschweig, 15 ottobre 1561 – Schleswig, 26 agosto 1627) è stato un giurista e avvocato tedesco.

## Biografia
Martin Chemnitz, detto der Ältere (l'Anziano), è stato un avvocato e ufficiale giudiziario in Pomerania e nello Schleswig-Holstein.
Secondo figlio del teologo luterano Martin Chemnitz e di Anna Jäger venne educato da insegnanti privati, tra i quali lo storico e poeta tedesco Heinrich Meibom il vecchio, e presso la scuola della città di Braunschweig. Ha studiato dal 1578 presso l'Università di Lipsia, dove nel 1580 ha conseguito il dottorato (Magister) in Filosofia. Poi si trasferì all'Università di Helmstedt e infine all'Università di Viadrina nei pressi di Francoforte sull'Oder. Ha conseguito nel 1588 il Dottorato, la Laurea in Giurisprudenza. Successivamente, si recò a Rostock, per dedicarsi alla pratica legale.
Bogislao XIII Duca di Pomerania lo chiamò nella reggenza del duca Filippo Giulio di Pomerania-Wolgast. Nel 1601, fu nominato professore ordinario di diritto presso l'Università di Rostock ed eletto alla fine dell'anno rettore dell'Università.
Bogislao XIII di Pomerania lo ha nominato nel 1603 proprio Consigliere e cancelliere del governo di Pomerania-Stettino. Il suo successore, Filippo II (1573 - 1618) nel 1606 lo confermò nei suoi uffici, e lo mandò nel 1613 al Reichstag di Ratisbona. Dopo la morte di Filippo II nel 1618 fu nominato alla corte del Duca Federico di Holstein-Gottorp a Schleswig, dove è stato in servizio come cancelliere dal 1619 fino alla sua morte.

## Famiglia
Dal suo matrimonio con Margherita, la figlia di Heinrich Camerarius, ha avuto:
- Martin Chemnitz (1596-1645), avvocato, commissario generale di guerra
- Bogislaw Philipp von Chemnitz (1605-1678), storico e giurista costituzionalista
- Heinrich Chemnitz († 1628)
- Franciscus Chemnitz (1609-1656), medico a servizio degli svedesi
- Johann Friedrich Chemnitz (1611-1686), funzionario del Meclemburgo e storico